# Пуент-а-П'єре (завод)
Пуент-а-П'єре (фр. Pointe-à-Pierre) — один з найбільших нафтопереробних заводів світу. Єдине підприємство такого роду в Тринідаді і Тобаго після закриття невеликого заводу в Пойнт-Фортін. З кінця 2018 року зачинений, керується державною компанією «Trinidad Petroleum Holding Ltd».

## Історія
Поклади нафти поблизу містечка Пуент-а-П'єре були відкриті 1857 року. Невеличкий завод з переробки нафти був побудований 1913 року. У 1950-ті — 1960-ті роки акції заводу, що належали малим компаніям, були викуплені корпораціями «Shell», «Texaco» та «British Petroleum». Надалі вони були викуплені державними компаніями Тринідаду і Тобагу, які 1993 року були об'єднані у компанію «Petrotrin».
У 1998-2000 році завод було реконструйовано.
У серпні 2018 року керуюча компанія оголосила про закриття заводу, звільнивши 1700 його робітників, що мало велике значення для невеликої країни.

## Показники
Продуктивність заводу складала від 85 тисяч барелів нафти на день у середині 1950-х до 350 тисяч барелів у кінці 1960-х. На початок 1990-х завод виробляв 175 тисяч, а в 2010-х роках обсяг впав до 40 тисяч барелів на день.